# Frans Stafleu
Frans Antonie Stafleu (Velsen, 8 september 1921 – Utrecht, 16 december 1997) was een Nederlands systematisch botanicus, voormalig hoofd van het Instituut voor Systematische Plantkunde van de Rijksuniversiteit Utrecht, en auteur van Taxonomic Literature: A Selective Guide to Botanical Publications and Collections, with Dates, Commentaries, and Types naast 644 andere publicaties. Hij bekleedde diverse posities in de International Association for Plant Taxonomy. Die laatste organisatie kent nu driejaarlijks de Stafleu Medaille toe "voor een excellente publicatie over historische, bibliografische en/of naamgevingsaspecten in de plantensystematiek".

## Biografie
Stafleu werd geboren in Velsen. Zijn vader, Frans J. Stafleu, was sergeant in het Nederlandse leger, wat met zich meebracht dat het gezin regelmatig moest verhuizen. Frans jr. ging in Bussum naar de lagere school en in Utrecht naar het voortgezet onderwijs, eerst de MULO, daarna de HBS. Hij werd in die tijd lid van de NJN waar hij deel ging uitmaken van een groep die zich met de studie van de flora bezighield. Daar ontmoette hij Victor Westhoff, met wie hij samen over de flora begon te publiceren. In 1939 ging hij scheikunde studeren aan de Rijksuniversiteit Utrecht, maar die studie verruilde hij al snel voor de biologie. In 1948 studeerde hij af op een scriptie over het Zuid-Amerikaanse plantengeslacht Vochysia. Kort daarna ging hij naar Nederlands-Indië om daar onderzoek te doen aan een instituut voor landbouwwetenschappen. In 1949 werd hij gevolgd door Charlotte Corporaal, met wie hij in 1947 was getrouwd. De Indonesische onafhankelijkheid bemoeilijkte zijn werk al snel, en in 1950 was hij terug in Nederland om daar bureauhoofd te worden van de net opgerichte International Association for Plant Taxonomy (IAPT), en redacteur van het nieuwe tijdschrift Taxon. Dat laatste is hij tot 1992 blijven doen.
Voor de IAPT initieerde hij Regnum Vegetabile, een serie waarin onder meer de nieuwste versies van de ICBN werden uitgebracht, maar ook Index Herbariorum, een overzicht van alle herbaria in de wereld, met hun collecties en verzamelaars. Eveneens in die serie werd Index Nominum Genericorum (ING) uitgebracht, een kritisch overzicht van alle ooit gepubliceerde geslachtsnamen voor planten. De versie van 1979 (Regnum Vegetabile n° 102) omvatte 63.500 namen. Voor de botanische congressen van 1969 (Seattle) en 1975 (Leningrad) was hij 'Rapporteur-Général' voor de nomenclatuursessies, en voorzitter van de Editorial Committee die na een congres de nieuwe Code samenstelt. Hij bekleedde verschillende bestuursfuncties in de IAPT en de International Union of Biological Sciences (IUBS) en van 1970 tot 1974 was hij secretaris-generaal van de International Council of Scientific Unions (ICSU). Zijn gezondheid noopte hem na die periode zijn internationale activiteiten sterk terug te brengen. Vanwege chronische migraine kreeg hij het medisch advies om niet meer zoveel te vliegen.
In Utrecht was Stafleu inmiddels in 1965 benoemd tot buitengewoon hoogleraar in de leerstoel van de Grondbeginselen van de systematische plantkunde. In 1977 werd hij daarnaast gewoon hoogleraar met een vrije leeropdracht. In 1973 werd Stafleu benoemd tot lid van de Koninklijke Nederlandse Akademie van Wetenschappen. Van 1983 tot 1986 was hij voorzitter van het Instituut voor Systematische Plantkunde, waar hij met veel moeite kon voorkomen dat het instituut volledig werd opgeheven omdat systematische botanie in die tijd niet meer als een toonaangevend vakgebied werd beschouwd.
Als auteur werkte hij aan biografieën over invloedrijke botanici, onder anderen Adanson, A.P. de Candolle, A.L. de Jussieu en Miquel. In 1967 kwam Taxonomic Literature uit, een werk met korte biografieën en vooral lijsten van publicaties met hun datum van verschijnen, van botanische auteurs vanaf Linnaeus tot aan 1940. Het boek telde 576 pagina's. Vanaf 1973 werkte hij aan de tweede, veel omvangrijker editie daarvan die bekend werd als TL-2. Ten tijde van het overlijden van Stafleu had het werk een omvang van ruim 9200 pagina's bereikt. De twee co-auteurs, Richard Cowan en Erik Mennega overleden rond dezelfde tijd als Stafleu, respectievelijk op 17 november 1997 en 6 januari 1998. TL-2 werd uiteindelijk voltooid door Laurence Joseph Dorr en Dan Henry Nicolson.

## Publicaties (selectie)
- Linnaeus and the Linnaeans: The Spreading of Their Ideas in Systematic Botany, 1735–1789 (1971)
- Stafleu, Frans A., Cowan, Richard S. (1976–1988). Taxonomic literature: a selective guide to botanical publications and collections with dates, commentaries and types (TL-2), 2nd. Bohn, Scheltema & Holkema, Utrecht. ISBN 90-313-0224-4.

- Bibsys: 90162764
- Bibliothèque nationale de France: cb12034510q (data)
- Author citation (botany): Stafleu
- Biografisch Portaal: 36317737
- CiNii: DA0059136X
- Digitale Bibliotheek voor de Nederlandse Letteren: staf002
- Gemeinsame Normdatei: 115334270
- International Standard Name Identifier: 0000 0001 0857 0129
- Library of Congress Control Number: n50023888
- Nationale Bibliotheek van Tsjechië: mub2013799103
- Nationale Bibliotheek van Israël: 987007462717705171
- Nederlandse Thesaurus van Auteursnamen: 068923066
- SNAC: w6rv32f2
- Système universitaire de documentation: 028526570
- Virtual International Authority File: 44314754
- WorldCat: E39PBJdM9kcCDGYgfGptbbDXh3